# Prostigmata
Prostigmata Kramer, 1877 (Actinedida Krantz, 1978) — ряд кліщів з надряду Acariformes. 
До цієї систематичної групи належить значна частина видів різноманітних за формою та розмірами кліщів: загалом відомо приблизно 20 000 видів.

## Родини
- Аністиди